# منتخب فنلندا تحت 17 سنة لكرة القدم
منتخب فنلندا تحت 17 سنة لكرة القدم (بالفنلندية: Suomen alle 17-vuotiaiden jalkapallomaajoukkue)‏ هو ممثل فنلندا الرسمي في المنافسات الدولية في كرة القدم في فئة كرة قدم تحت 17 سنة للرجال، يديريه اتحاد فنلندا لكرة القدم.